# Špatná pověst
Špatná pověst (1989) s podtitulem Jiří Dědeček zpívá Georgese Brassense je EP nahrané na koncertě Jiřího Dědečka v klubu F Vysoké školy zemědělské v Praze 6. prosince 1988. Jiří Dědeček zpívá své překlady písní Georgese Brassense a doprovází se na kytaru.

## Písně
1. Špatná pověst (La mauvaise réputation) 2:20
2. Dohola (La tondue) 2:52
3. Chudák Martin (Pauvre Martin) 1:49
4. Žalozpěv pro lehký holky (La complainte des filles de joie) 2:33
5. Byl jednou jeden goril (Le gorille) 3:58